# Municipio de Hamlin (Pensilvania)
El municipio de Hamlin  (en inglés, Hamlin Township) es un municipio del condado de McKean, Pensilvania, Estados Unidos. Tiene una población estimada, a mediados de 2021, de 666 habitantes.

## Geografía
Está ubicado en las coordenadas 41°42′19″N 78°43′10″O / 41.70528, -78.71944.

## Demografía
Según la Oficina del Censo, en 2000 los ingresos medios de los hogares eran de $34,219 y los ingresos medios de las familias eran de $40,000. Los hombres tenían ingresos medios por $31,250 frente a los $21,328 que percibían las mujeres. Los ingresos per cápita eran de $17,505. Alrededor del 8.0% de la población estaba por debajo del umbral de pobreza.
De acuerdo con la estimación 2016-2020 de la Oficina del Censo, los ingresos medios de los hogares son de $48,750 y los ingresos medios de las familias son de $59,306. Alrededor del 3.9% de la población está por debajo del umbral de pobreza.